# Крюков, Валерий Александрович
Валерий Александрович Крюков (род. 14 января 1945, Воскресенка, Куйбышевская область) — российский политический деятель. Депутат Государственной Думы третьего созыва (1999—2003).

## Биография
В 1990–1993 годах – депутат, заместитель председателя районного Совета народных депутатов Центрального района г. Челябинска. В 1993–1995 годах – председатель Челябинской городской избирательной комиссии. В 1996–2000 годах – председатель – секретарь Челябинской городской Думы первого созыва.

### Депутат госдумы
17 января 2000 год стал депутатом ГД РФ. 25 марта 2003 года сложил полномочия в связи с назначением на должность члена ЦИК РФ. Мандат был передан Николаю Губскому.

## Награды
- В 2017 году награждён орденом Александра Невского[4].
- Медаль ордена «За заслуги перед Отечеством» II степени (2004)[5].